# Maisons du Monde
Maisons du Monde er en fransk møbelhuskæde med hovedkvarter i Vertou, Pays de la Loire. Den blev etableret i Brest i 1996 af Xavier Marie. De har 265 varehuse i Europa og to i USA. I Frankrig har de 193 varehuse.
Maisons du Monde har siden 2013 været 80 % ejet af Bain Capital.